# Возьми себя в руки
«Возьми себя в руки» (нем. Nimm dir dein Leben) — немецкая кинодрама (любовная история, комедия) 2005 года режиссёра Сабины Михель (нем. Sabine Michel).
Премьера фильма в Германии состоялась 1 июня 2005 года. В России фильм впервые был показан в июне 2006 года в рамках XXVIII Московского международном кинофестивале — фильм участвовал в конкурсе «Перспективы».
Рейтинг фильма на IMDb на 19 июня 2009 года составлял 6,6.

## Сюжет
Действие происходит на польско-германской границе в деревне Дункелхаузер. Жизнь здесь течёт медленно и неправильно, последняя корова щиплет траву с крыши, собаки едят за столом, а жёны спорят, чей муж глупее — всё это сводит местных жителей с ума… Главный герой фильма — молодой парень Милан — пытается вырваться из этого царства повседневности. Определяющей становится случайная встреча в лесу с польской девушкой Илонкой…

## В ролях
| Актёр                                               | Роль   |
| --------------------------------------------------- | ------ |
| Себастьян Урзендовский (нем. Sebastian Urzendowsky) | Милан  |
| Агнешка Гроховска (пол. Agnieszka Grochowska)       | Илонка |
| Эва Мария Хаген (нем. Eva-Maria Hagen)              |        |
| Джулиана Кёлер (нем. Juliane Köhler)                |        |